# 전량
전량(前凉, 301년 ~ 376년)은 중국 오호십육국시대 한족 출신의 장궤(張軌)가 건국한 나라이다. 국호는 양(凉)이지만 같은 국호를 가진 국가가 많기 때문에 전량이라 불린다.

## 역사
장궤는 서진의 관료로 상서랑(尙書郞)·산기상시 등을 역임했다. 팔왕의 난으로 서진이 혼란에 빠지자, 장궤는 중앙 조정의 한계를 느끼고 301년에 호강교위(護羌校尉)·양주자사를 자청해 양주에 부임하였다. 이후 양주의 선비족을 토벌하고 반독립적인 세력이 되었다. 장궤는 양주를 장악한 이후에도 서진의 신하를 자처하였다. 영가의 난으로 낙양이 함락되고 장안이 전조(당시에는 한나라)의 공격을 받을 때에는 원군을 파견하여 돕기도 하였다. 이러한 공로에 따라 서진에서는 장궤를 서평공에 봉하였다.
314년에 장궤가 죽자 아들 장식이 뒤를 이어 양주자사·서평공이 되었다. 장식 역시 서진의 신하를 자처하였으며, 317년에 서진이 멸망하고 사마예가 동진을 건국하자 다시 동진에 복종하였다. 다만 동진의 연호를 사용하지 않고 서진의 건흥을 계속 사용하였다. 320년 유홍(劉弘)이 종교 반란을 일으켜 장식이 진압하였으나, 유홍의 신자인 염섭(閻涉)에 의해 암살당했다.
장식의 동생 장무는 동진의 허가를 구하지 않고 사사로이 즉위하였다. 보통 이때부터 전량 정권이 독자적으로 성립된 것으로 본다. 그러나 장무는 동진과의 관계는 계속 유지하였다. 전조가 세력을 확대하면서 진주의 영유권을 두고 대립하였다. 323년 전조의 유요가 28만의 대군을 이끌고 전량을 침공하자 장무는 항복하여 전조에게 신하의 예를 취했다. 전조는 장무를 양왕에 봉했다. 장무는 324년에 병사하고, 그 뒤를 장식의 아들 장준이 계승했다.
장준은 전조가 쇠약해진 틈을 타서 남쪽의 성한과 왕성하게 교류하고 전조로부터 독립하여 진주를 공격하였다. 329년, 전조는 후조에게 멸망하였으며, 후조는 장준에게 관직을 수여하려 했으나, 장준은 이를 거부하였다. 또한 구자·선선 등 서역 여러 나라를 지배하고 농서 지역을 경략하여 강력한 세력을 구축하였다. 이러한 세력을 바탕으로 내부적으로 양왕을 자칭하기도 하였다.
346년 장준이 죽고, 차남 장중화가 즉위하였다. 즉위 직후 후조의 석호가 대군을 동원하여 쳐들어와 진주 지역을 상실하였으나 사애(謝艾)를 등용하여 후조의 침입을 막는 데는 성공하였다. 이후 후조가 멸망하고 관중 지역에서 전진이 세력을 확대하자 장중화는 황하 이남의 일부 지역을 확보하였다. 353년에는 전진을 공격하였으나 패배하였다.
353년 장중화가 죽자 아들 장요령이 뒤를 이었으나 장요령의 후견인인 숙부 장조가 왕위를 찬탈하였다. 354년 장조는 황제를 자칭하고 연호를 화평으로 정하였다. 장조는 사애를 살해하고 폭정을 펼쳐 민심을 잃었다. 355년에 하주(河州, 지금의 감숙성 남서부 일대와 청해성 동부 일대에 해당한다)자사 장관(張瓘)이 반정을 일으켜 장조를 살해하고 장중화의 서자였던 장현정을 옹립하였다.
장관은 정권을 전횡하여 송혼(宋混)에게 살해되었으며, 송혼이 죽자 뒤를 이어 정권을 잡은 송징(宋澄)·장옹(張邕) 등도 차례로 살해되었다. 363년에 장준의 막내아들 장천석이 정권을 장악하였다. 이 과정에서 전량은 전진에 복속하였으며, 363년에 장천석이 장현정을 살해하고 즉위하였다. 장천석은 전진으로부터 독립하여 세력확대를 꾀하였으나 실패하였으며, 371년에 다시 전진에 복속하였다. 이후 주색에 빠진 장천석은 국정을 돌보지 않았으며, 후계자 문제로 국내가 혼란에 빠졌다. 이를 틈타 부견은 요장을 보내 전량을 멸망시켰다.(376년)

## 역대 군주 목록
| 대수   | 묘호             | 동진 시호       | 전량 시호   | 성명           | 연호                     | 재위 기간     | 능호       |
| ------ | ---------------- | --------------- | ----------- | -------------- | ------------------------ | ------------- | ---------- |
| 제1대  | 양 태조 (凉太祖) | 무목공 (武穆公) | 무왕 (武王) | 장궤(張軌)     | -                        | 301년 ~ 314년 | 건릉(建陵) |
| 제2대  | 양 고조 (凉高祖) | 명원공 (明元公) | 명왕 (明王) | 장식(張寔)     | 영안(永安) 314년 ~ 320년 | 314년 ~ 320년 | 영릉(寧陵) |
| 제3대  | 양 태종 (凉太宗) | 성렬공 (成烈公) | 성왕 (成王) | 장무(張茂)     | 영원(永元) 320년 ~ 324년 | 320년 ~ 324년 | 평릉(平陵) |
| 제4대  | 양 세조 (凉世祖) | 충성공 (忠成公) | 문왕 (文王) | 장준(張駿)     | 태원(太元) 324년 ~ 346년 | 324년 ~ 346년 | 대릉(大陵) |
| 제5대  | 양 세종 (凉世宗) | 경렬공 (敬烈公) | 환왕 (桓王) | 장중화(張重華) | 영락(永樂) 346년 ~ 353년 | 346년 ~ 353년 | 현릉(顯陵) |
| 제6대  | -                | -               | 애공 (哀公) | 장요령(張耀靈) | -                        | 353년         | -          |
| 제7대  | -                | -               | 위왕 (威王) | 장조(張祚)     | 화평(和平) 354년 ~ 355년 | 354년 ~ 355년 | 민릉(愍陵) |
| 제8대  | -                | 경도공 (敬悼公) | 충왕 (沖王) | 장현정(張玄靚) | 태시(太始) 355년 ~ 363년 | 355년 ~ 363년 | 평릉(平陵) |
| 제9대  | -                | -               | 도공 (悼公) | 장천석(張天錫) | 태청(太淸) 363년 ~ 376년 | 363년 ~ 376년 | -          |
| 비정통 | -                | -               | 평왕 (平王) | 장대예(張大豫) | 봉황(鳳凰) 386년 ~ 387년 | 386년 ~ 387년 | -          |

- 301년 ~ 317년까지는 서진(西晉)의 연호를 사용하였다. 317년 ~ 353년, 355년 ~ 361년에는 서진의 건흥(建興) 연호를 계속 사용하였으며, 그 외에 대내적으로 사용했던 독자 연호가 있었다. 361년 ~ 376년까지는 동진(東晉)의 승평(昇平) 연호를 사용하였고, 역시 대내적으로 사용한 독자 연호가 있었다.

## 같이 보기
- 오호 십육국 시대
- 간쑤성
- 둔황시
- 서역